# Witnekstruikgors
De witnekstruikgors (Atlapetes albinucha) is een zangvogel uit de familie Passerellidae (Amerikaanse gorzen).

## Verspreiding en leefgebied
Deze soort telt 8 ondersoorten:
- A. a. albinucha: oostelijk en zuidoostelijk Mexico.
- A. a. griseipectus: zuidelijk Mexico, westelijk Guatemala en westelijk El Salvador.
- A. a. fuscipygius: Honduras, noordwestelijk El Salvador en noordwestelijk Nicaragua.
- A. a. parvirostris: Costa Rica.
- A. a. brunnescens: westelijk Chiriquí (westelijk Panama).
- A. a. coloratus: oostelijk Chiriquí (westelijk Panama).
- A. a. azuerensis: Azuero-archipel (zuidelijk Panama).
- A. a. gutturalis: noordelijk Colombia.